# Soltan Achilova
Soltan Achilova (née vers 1950) est une journaliste et photo-reporter turkmène.

## Biographie
Comptable de formation, et mère de cinq enfants, Soltan Achilova découvre le journalisme sur le tard, vers 58 ans, quand elle souhaite témoigner au sujet de la destruction de sa maison. Elle documente alors plusieurs problèmes sociaux de la vie courante, tels que les pénuries d'eau potable, les longues files d'attente pour acheter des produits d'épicerie, les problèmes de santé, les expulsions forcées ou les discriminations à l'encontre des personnes victimes de handicap. Elle travaille alors pour Radio Free Europe/Radio Liberty, et envoie clandestinement ses reportages à l'étranger, ne disposant pas d'internet et sa ligne téléphonique étant sur écoute.
Dès ses débuts, en 2008, elle est interrogée pendant deux jours par les autorités, qui lui reprochent d'être trop critique vis-à-vis de la politique du pays. Elle est relâchée contre la promesse de ne plus envoyer ses reportages à Radio Free Europe tant qu'elle n'aura pas reçu d'accréditation, accréditation qui n'est toujours pas accordée en 2013.
En 2016, elle est  interrogée par la police le 25 octobre 2016. Elle est ensuite agressée et son matériel lui est volé alors qu'elle est train de photographier des personnes devant un supermarché de la capitale, Achgabat. L'épisode est considéré par Human Rights Watch comme une tentative d'intimidation. En juillet 2017, alors qu'elle travaille pour Radio Azatlyk, une radio correspondante de Radio Free Europe, elle est pendant la période des jeux asiatiques physiquement empêchée de photographier par des hommes qui la menacent de mort. L'un d'eux se présentant comme policier la harcèle pendant plusieurs jours en lui intimant l'ordre de cesser ses photos. En 2018, alors qu'elle se rendait à une conférence internationale à Tbilissi, elle est interpellée à l'aéroport et est informée qu'elle fait l'objet d'une interdiction de sortie du territoire. Selon Reporters sans frontières, elle a été victime d'une dizaine d’agressions physiques au cours des deux années précédentes.
En 2021, alors qu'elle a mis fin à sa collaboration avec Radio Free Europe, et qu'elle travaille désormais avec Khronika Turkmenistana (« Chroniques du Turkménistan »), un organisme indépendant basé à Vienne, elle adresse par vidéos des reproches publics au président Gurbanguly Berdymukhammedov, ses précédents courriers ayant été refusés par la Poste. Ses critiques portent notamment sur les pénuries en chauffage et en eau dont ont étévictimes les habitants de la capitale Achgabat pendant l'hiver. En 2022, sous la nouvelle présidence de Serdar Berdymukhammedov, qui s'engage pourtant à faire respecter les droits des citoyens, elle continue à subir des pressions tout comme d'autres journalistes et d'autres femmes.

## Reconnaissance à l'étranger
En 2021, le festival du film et forum international sur les droits humains (FIFDH) la met à l'honneur en reconnaissance de son travail dans le pays classé avant-dernier au classement mondial de la liberté de la presse. Il lui dédie l'édition 2021, qui porte son nom.
Elle est finaliste la même année du prix Martin Ennals. À cette occasion, un court film d'animation, comportant son témoignage oral sur un enregistrement, lui est consacré.